# Wolsfelderberg
Wolsfelderberg ist ein Weiler der Ortsgemeinde Wolsfeld im Eifelkreis Bitburg-Prüm in Rheinland-Pfalz.

## Geographische Lage
Wolsfelderberg liegt rund 2,6 km westlich des Hauptortes Wolsfeld auf einer Hochebene. Der Weiler ist von einigen landwirtschaftlichen Nutzflächen sowie von ausgedehntem Waldbestand im Süden und Osten umgeben. Südöstlich der Ansiedlung fließt der Hubertusbach, ein Ausläufer der Nims.

## Geschichte
Das Gebiet um den heutigen Weiler war vermutlich schon früh besiedelt, was durch den Fund zahlreicher Gräber aus der Römerzeit belegt werden konnte. Südlich des Weilers befindet sich eine ausgedehnte Grabhügelnekropole, bestehend aus 44 einzelnen Grabhügeln. Im Weiler selbst wurde zudem im Jahre 1914 ein zerstörtes römisches Brandgrab entdeckt.

## Kultur und Sehenswürdigkeiten

### Streckhof
Das älteste Gebäude des Weilers wurde im Jahre 1829 erbaut. Es handelt sich um einen Streckhof, der noch heute weitestgehend im Originalzustand erhalten ist. Das Gebäude wurde später noch erweitert.

### Kapelle mit Wegekreuz
In Wolsfelderberg befindet sich eine Marienkapelle. Diese entstand in einem kleinen Wohnhaus in der Mitte des 19. Jahrhunderts, welches Langezeit ungenutzt war. Aus privater Hand wurde das Gebäude ausgebaut und Inventar angeschafft, während das Äußere des Gebäudes weitestgehend unverändert geblieben ist. Die Kapelle wird heute zudem als Begegnungs- und Meditationsraum genutzt.
Am Giebel der Marienkapelle wurde ein Wegekreuz aus dem Jahre 1676 aufgebaut, welches ursprünglich in einem Waldgebiet in Richtung Dockendorf aufgestellt war. Das Wegekreuz besteht aus einem runden Sockel, einem Schaft mit Kreuz, einer Rundbogennische sowie einem Abschlusskreuz mit dem IHS-Zeichen und der Jahreszahl.

### Hubertuskreuz /-brunnen
Wenig südlich von Wolsfelderberg befindet sich das sogenannte Hubertuskreuz. Es handelt sich um ein Schaftkreuz aus rotem Sandstein aus dem Jahre 1691. Auf dem Schaft ist ein Hirsch dargestellt, welcher ein Kruzifix im Geweih trägt. Besonders ist an diesem Wegekreuz, dass es aus einem Stück gearbeitet ist. Östlich von Wolsfelderberg befindet sich zudem der Hubertusbrunnen.
Siehe auch: Liste der Kulturdenkmäler in Wolsfeld

### Naherholung
Durch Wolsfelderberg verläuft ein Rundwanderweg mit einer Länge von rund 12,9 km. Dieser verbindet den Weiler Wolsfelderberg mit dem Nachbarort Holsthum. Highlights am Weg sind die Rochuskapelle in Holsthum, die Römische Villa Holsthum sowie ein Wegekreuz.
Auch das ausgedehnte Waldgebiet Wolsfelder-Wald bietet zahlreiche Möglichkeiten zum Wandern.

## Verkehr
Es existiert eine regelmäßige Busverbindung ab Wolsfeld.
Wolsfelderberg ist durch die Landesstraße 2 von Wolsfeld in Richtung Holsthum erschlossen. Zudem durch die Kreisstraße 18 von Wolsfelderberg nach Holsthumerberg.